# آبشار اسکگوافوس
آبشار اسکگوافوس (به ایسلندی: Skógafoss) آبشاری است که در کشور ایسلند واقع شده‌است و بلندترین ریزشگاه آن ۶۰ متر ارتفاع دارد. حوضهٔ آبریز این آبشار، رود اسکگو است.